# „Nur keck!“
„Nur keck!“ ist eine Posse mit Gesang in Drey Acten von Johann Nestroy. Das Stück wurde 1855 verfasst und kam zu Nestroys Lebzeiten nicht zur Aufführung. Es war das erste Werk, das er nach der wegen des Todes von Direktor Carl Carl durch ihn erfolgten Übernahme des Carltheaters schrieb.
Das Stück wurde 1928 erstmals aufgeführt; die heute gängige Bearbeitung des Stücks sogar erst 1943.

## Inhalt
Wegen einer Testamentsbestimmung über eine Million sollen Herr von Graufalter Anna, die junge Tochter Holzstamms, und sein Neffe Heinrich das ältliche Fräulein von Jahrzahl ehelichen, um die Erbschaft antreten zu dürfen. Der davon wenig begeisterte Holzstamm versucht einerseits, Anna und Graufalter zu überzeugen, dass diese Verbindung nur schlecht ausgehen könne, andrerseits bittet er Federkleks und dessen Gattin Philippine – beide ebenfalls mit großem Altersunterschied –, ein deshalb unglückliches Paar zu mimen. Tatsächlich wird das Spiel der beiden Eheleute immer echter, wie Federkleks feststellt:
„Das fangt mir an, in d’Nasen z’geh’n, bey mir schwankt’s schon curios zwischen Comödi und Natur.“ (I. Act, 12te Scene)
Kompliziert wird es, als sich Graufalter in Wollbergers Gattin Amalie verschaut und Heinrich in Anna. Der stets schlagfertige Stegreif – er gibt sich selbst die Profession „eines gesellschaftlichen Aufmischers, eines gewaltsamen Fröhlichkeitsverbreiters“ – bemüht sich geschickt, die Fäden zu entwirren. Es gelingt ihm, Federkleks und Philippine durch ein vorgetäuschtes Gespensterspiel wieder zu versöhnen, Fräulein von Jahrzahl zu überzeugen, dass Heinrich nicht der Richtige für sie wäre, und diesen mit Anna zusammenzubringen. Selbst überrumpelt er mit seiner Frechheit die verdutzte Ida und erobert sie dadurch. Holzstamm bringt es auf den Punkt, als er zu Stegreif sagt:
„Sie sind ein keker Patron!“ (III. Act, 22ste Scene)

## Werksgeschichte
Als erste Anregung zum Thema, wie Nestroys Notizen zu entnehmen, muss das 1653 in Lyon uraufgeführte Lustspiel L’Étourdi ou Les Contretemps („Der Tollpatsch oder die Rückschläge“) von Molière (1622–1673) angesehen werden. Die Hauptvorlage ist allerdings das Lustspiel London Assurance („Londoner Selbstsicherheit“, von Nestroy mit „Londoner Unverschämtheit“ übersetzt) von Dion Boucicault (1820/1822–1890), welches seine Premiere am 4. März 1841 im Londoner Theatre Royal Covent Garden hatte, dem Vorgänger des Royal Opera House.
Eine in der Vorlage vorhandene etwas spöttische Auseinandersetzung mit der Frauenemanzipation hatte Nestroy in den Vorarbeiten noch eingebaut, dann allerdings weggelassen (Amalie wurde vorerst als Em[a)nc[i]p[ierte] im Personenverzeichnis geführt, ihren endgültigen Namen erhielt sie erst im weiteren Arbeitsverlauf). Einige ironische Hinweise auf die Diplomaten in den sich damals dahinschleppenden Friedensverhandlungen (sie begannen 1855 und dauerten bis zum Pariser Frieden im März 1856) des Krimkrieges (1853–1856) im 2. und 3. Akt waren für das seinerzeit informierte Publikum gedacht, sind jedoch heute kaum mehr zu erkennen.
Federkleks: „Es is merkwürdig. was auf einmahl für ein Geist is, seit ich mit einem Diplomaten in Berührung gekommen bin.“ (II. Act, 4te Scene)
Obwohl Nestroy nach Carl Carls Tod als neuer Theaterdirektor des Carltheaters freie Hand für eine Aufführung gehabt hätte, blieb das Werk ungespielt und bis in das 20. Jahrhundert hinein unbekannt. 1908 berichtete Otto Rommel in der Neuen Freien Presse, bei der Sichtung von Nestroys Nachlass hätte er „zwei vollständig ausgearbeitete, von Nestroy eigenhändig ins Reine geschriebene Stücke“ entdeckt – Genius, Schuster und Marqueur und „Nur keck!“. Doch der Fund geriet wieder in Vergessenheit. Erst nachdem Peter Sturmbusch, der Nestroys Nachlass zu verwerten versuchte, das Stück 1921 wiederentdeckt hatte, erfolgte der Abdruck des vollständigen Textes in 39 Presse-Morgenblättern vom 28. August bis zum 13. Oktober 1921 (Nr. 20473–20519).  Unter Regie von Hans Nüchtern wurde am 5. Februar 1928 eine für das Radio bearbeitete Fassung ausgestrahlt. Auf die Bühne gelangte das Stück am 16. April 1928 durch Schüler der Wiener Akademie für Musik und darstellende Kunst unter der Regie von Rudolf Beer. Die heute übliche, stark bearbeitete Fassung wurde erstmals am 2. Juli 1943 im Wiener Burgtheater aufgeführt, die Musik dazu schrieb Hans Lang. Insgesamt 355-mal wurde „Nur keck!“ in der Spielzeit 1943/1944 gebracht.
Johann Nestroy hatte bei den Vorarbeiten zum Stück für sich die Rolle des Federkleks, für Karl Treumann den Stegreif, für Wenzel Scholz den Herrn von Graufalter und für Alois Grois den Herrn von Wollberger vorgesehen.
Nestroys eigenhändiges Manuskript der Reinschrift ist erhalten, ebenso einige Handschriften für verschiedene Stufen der Vorarbeiten. Das erste davon, eine Entwurfs-Tabelle, trägt den Titel Unverschämtheit, die Studiennotizen werden mit Familienpact überschrieben, ein Szenar mit Gewagte Mittel, ebenso ein Ausführliches Programm. Durch diese Entwürfe und weitere erhaltene Änderungsnotizen kann der Entstehungsablauf des Werkes sehr genau nachvollzogen werden. Abgeschlossen oder eher abgebrochen wurden diese Bearbeitungen vermutlich im November 1855. Weitere von Nestroy in Erwägung gezogene Titel waren (laut einem Konzept): Amor und Hymen im Testamentskonflikte, Verrückte Folgen des verrückten Testamentes, Verrückte Verrückungen verrückter Pläne, Der kecke Patron, Liebestorheiten in allen Farben, Hetzjagd im Liebesrevier, Verrücktes Volk, Offensive und Defensive, Verliebte und ihre Alliierten, Herzensbelagerungen und Liebesscharmützel.
Die vorgesehenen Couplets und dazugehörigen Monologe wurden nicht ausgeführt, nur die Texte für einige Quodlibets sind vorhanden, deshalb gibt es auch keine zeitgenössische Partitur.

## Spätere Interpretationen
Nach W. Edgar Yates weisen die von Nestroy selbst gesetzten Anführungszeichen im Titel darauf hin, dass „Nur keck!“ (auch „Nur kek!“ geschrieben) ursprünglich von ihm als ein im Stück wiederkehrendes Zitat der Hauptfigur Steigreif (der ursprünglich Keck oder Kek heißen sollte) gedacht war.
Otto Rommel reiht dieses Werk bei den „Schauspielerstücken“ ein, die darauf ausgerichtet waren, den Agierenden die Möglichkeit zu bieten, sich in wechselnder Mimik und Verkleidung zu zeigen. Dazu rechnet er auch die Theaterg’schichten und Umsonst!, wobei Nestroy besonders für sich und Treumann derartige Rollen schrieb, während Scholz eher statische Gestalten verkörperte. Auch weist er darauf hin, dass es in „Nur keck!“ keinerlei Lokalkolorit gebe.

## Text
- Kompletter Text auf nestroy.at/nestroy-stuecke/76 (abgerufen am 14. Mai 2014)